# اوجينيو بيزوتو
اوجينيو بيزوتو (بالإسبانية: Eugenio Pizzuto)‏ (مواليد 31 مايو 2002) هو لاعب كرة قدم مكسيكي يلعب في مركز الوسط في نادي ليل.

## روابط خارجية
- اوجينيو بيزوتو على موقع إي إس بي إن إف سي (الإنجليزية)
- اوجينيو بيزوتو على موقع قاعدة بيانات كرة القدم.إي يو (الإنجليزية)
- اوجينيو بيزوتو على موقع ليكيب (الفرنسية)
- اوجينيو بيزوتو على موقع Soccerbase.com (لاعب) (الإنجليزية)
- اوجينيو بيزوتو على موقع Soccerway.com (الإنجليزية)
- اوجينيو بيزوتو على موقع عالم كرة القدم.نت (الإنجليزية)
- اوجينيو بيزوتو على موقع AS.com (الإسبانية)